# Olean (Missouri)
Olean è un villaggio degli Stati Uniti d'America, situato nello Stato del Missouri, nella contea di Miller.